# Entente Mirande-Cugnaux/Villeneuve
L'Entente Mirande/Cugnaux-Villeneuve est une entente entre les deux clubs français de tennis de table du CP Mirande et de la Jeunesse Cugnaux/Villeneuve-Tolosane créée en 2010 afin de pouvoir donner leur chance, à haut niveau, aux meilleurs jeunes issus de la formation des deux clubs. Dépassant toutes les attentes, l'entente, après deux 4èmes places en deux ans pour ses deux saisons en Pro A s'arrête à l'issue de la saison 2012-2013 à la suite du retrait du CP Mirande.

## Histoire de l'entente
L'entente s'est opérée autour des équipes fanions féminines et masculines des deux clubs et porte le nom de Mirande/Cugnaux-Villeneuve pour l'équipe de Pro A Dames et le nom de Cugnaux-Villeneuve/Mirande pour l'équipe masculine. L'Entente féminine devient durant l'été 2011 la première association pongiste du Midi-Pyrénées à accéder à l'élite à la suite des non-engagements du CAM Bordeaux et de l'ASTT Miramas, les deux premiers de la saison 2010-2011 en Pro A puis aux refus de l'Entente Marly/Élancourt (3e) et de l'ATT Serris (4e) de remplacer ces dernières.
L'Entente surprend en Pro A dès sa première année en obtenant tranquillement son maintien parmi l'élite et une très belle quatrième place. Qualifié pour la Coupe d'Europe, l'entente est contrainte de déclarer forfait pour cause de budget insuffisant. La troisième année de l'entente, le club réussit une phase retour pour ravir la 4e place à l'ALCL Grand-Quevilly qui a fait toute sa saison au pied du podium.
Engagés pour une 3e saison consécutive en Pro A Dames, le CP Mirande est contraint d’arrêter son entente pour cause de difficultés financières. C'est la Jeunesse Cugnaux/Villeneuve-Tolosane qui reprend en charge la Pro A.

## Effectif Pro A 2011-2012
- Edina Toth (N°73 FFTT) Hongroise
- Ziqi Li (N°29) Française
- Elodie Nivelle (N°80) Française
- Ophélie Dispans (N°160) Française
- Lin Shi  (N°11) Chinoise

## Bilan Pro de l'équipe féminine
| Saison    | Championnat | Cl | Pts | J  | V | N | D | Pp | Pc | Diff |
| --------- | ----------- | -- | --- | -- | - | - | - | -- | -- | ---- |
| 2012-2013 | Pro A       | 4e | 36  | 18 | 7 | 4 | 7 | 46 | 48 | -2   |
| 2011-2012 | Pro A       | 4e | 32  | 16 | 5 | 6 | 5 | 45 | 46 | -1   |
| 2010-2011 | Pro B       | 5e | 30  | 16 | 4 | 6 | 6 | 44 | 45 | -1   |